# بوبي ريد
بوبي ريد (بالإنجليزية: Bobby Reid) (2 فبراير 1993 ببرستل في المملكة المتحدة - ) هو لاعب كرة قدم بريطاني في مركز الوسط. لعب مع أولدهام أثلتيك ونادي بريستول سيتي ونادي تشيلتنهام تاون لكرة القدم ونادي بليموث أرجايل.

## روابط خارجية
- بوبي ريد على موقع قاعدة بيانات كرة القدم.إي يو (الإنجليزية)
- بوبي ريد على موقع ناشيونال فوتبول تيمز (الإنجليزية)
- بوبي ريد على موقع Soccerbase.com (لاعب) (الإنجليزية)
- بوبي ريد على موقع Soccerway.com (الإنجليزية)
- بوبي ريد على موقع عالم كرة القدم.نت (الإنجليزية)